# 茂名东站
茂名东站位于广东省茂名市茂南区羊角镇，原名为电白站，是广茂铁路线上的一座四等站，建于1991年。距茂名站10公里，隶属广州局集团三茂铁路股份有限公司管辖。客运可办理旅客乘降及行李、包裹托运；货运可办理整车货物到发。在中国铁路第五次大提速后，电白站再无旅客列车停靠。2016年9月10日，電白站更名為茂名東站。

## 业务办理
不办理旅客乘降，行李包裹托运。
货运办理整车到发。

## 车站历史
建于1991年。